# Ejalet
Eyalet eller ejalet var i Det osmanniske rige navn på administrative inddelinger på første niveau (omtrent svarende til region i Danmark), fra slutningen af 1500-tallet til de senere Tanzimat-reformer i 1860'erne.

## Historie
Det tidlige osmanniske rige var inddelt i to dele omkring år 1365, det europæiske Rumelien og det asiatiske Anatolien, som var understillet hver sin bejlerbej.
Med erobringerne i 1500-tallet opstod behovet for en administrativ reform som indførte flere mindre enheder på provinsniveau.
Mod slutningen af 1500-tallet var udtrykket bejlerbejlik i praksis synonymt med eyalet.
I 1609 fandtes så totalt 32 ejaleter, hvoraf nogen i sin helhed var erobrede lande, og andre var resultatet af opdelinger af territorier.
I 1795 blev der gennemført endnu en administrativ reform som fastslog 28 provinser understillet hver sin vesir; men på grund af den decentraliserede statsform fortsatte bejlerbejene i praksis at regere flere territorier.
Gennem den såkaldte Vilajetlov af 1867 blev ejaleterne formelt afskaffede rundt om i riget, selv om det varede helt til 1884 inden dette var fuldbyrdet i praksis.
Den administrative omorganisering inddelte derefter riget i vilajet, med tydeligere ansvarsfordeling og administrativt hierarki.

## Forvaltningsorganisation
Ejaleterne blev styrede af en provinsstatholder eller guvernør, kaldet vali.
Da indehaverne af mange guvernørembeder også havde titlen pasja, blev provinsene af europæerne ofte uofficielt kaldet pasjalikater.
Ejaleterne var inddelte i mindre administrative enheder på distriktsniveau kaldet sandjaker.